# Fresine
Fresine is een plaats (frazione) in de Italiaanse gemeente Cevo.